# Crisi dei fondamenti della matematica
La crisi dei fondamenti della matematica è il fallimento del tentativo di dare una rigorosa giustificazione formale all'insieme di definizioni e deduzioni su cui si basa l'aritmetica (e conseguentemente anche la matematica nella sua interezza), il quale fu seguito all'inizio del Novecento da una radicale revisione dei concetti fondamentali della disciplina.
In seguito al grande impulso ricevuto dalla formalizzazione nel corso dell'Ottocento grazie al lavoro di matematici come George Boole, Giuseppe Peano e Richard Dedekind, tra la fine del XIX e l'inizio del XX secolo un nutrito gruppo di studiosi si impegnò nel tentativo di dare una rigorosa fondazione logica ai contenuti delle proposizioni matematiche, con l'obiettivo di produrre una giustificazione assoluta della loro validità (in ciò fu importante specialmente il lavoro di Gottlob Frege); tuttavia l'insorgenza di difficoltà inaspettate (in particolare una serie di paradossi portati alle loro estreme conseguenze da Kurt Gödel nel 1931), finì per dimostrare l'incompletezza di tutta la matematica.
È in generale riconosciuto il ruolo che la crisi dei fondamenti della matematica rivestì nella più ampia crisi che all'inizio del Novecento investì anche la fisica, la psicologia e la filosofia, provocando una perdita di certezze nel campo dell'epistemologia e della filosofia della scienza che portò in ultima analisi al crollo delle teorie filosofiche positiviste.

## Logicismo

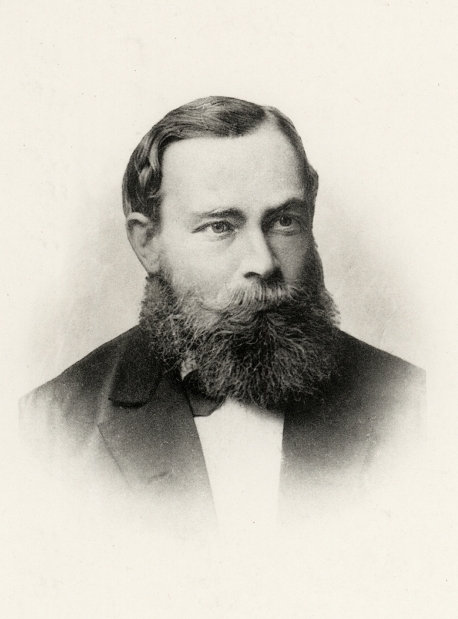
Gottlob Frege intorno al 1879.

L'esigenza di fondare la matematica in modo rigorosamente formale, così da porre le sue basi al riparo da tutte le possibili contraddizioni, si manifestò per la prima volta nella seconda metà dell'Ottocento come conseguenza del grande impulso ricevuto dalla formalizzazione in vari campi della matematica. Nel suo libro Ideografia, il matematico e filosofo tedesco Gottlob Frege affermò:
In altre parole la crescente complessità delle scienze matematiche, unita alla graduale comparsa di nuovi mezzi concettuali in grado di trattarne gli elementi fondamentali in modo non più discorsivo e intuitivo, ma simbolico e formale, portarono molti studiosi (tra cui Frege in primis) a non accontentarsi più dei contenuti delle proposizioni matematiche, ma ad interrogarsi sulla giustificazione della loro validità.
Il Logicismo si configurò quindi come il tentativo di ridurre a termini strettamente logico-insiemistici le definizioni fondamentali dell'aritmetica, poiché – come già Cantor aveva intuito e come Gödel avrebbe poi dimostrato per mezzo di quelli che da lui prendono il nome di numeri di Gödel – la matematica è interamente riconducibile all'aritmetica. Frege (il più importante esponente del Logicismo insieme a Russell) si concentrò sul problema di esprimere in termini logici (classi, relazioni, funzioni) quei concetti che altri matematici, Dedekind e Peano, avevano posto come basi assiomatiche dell'aritmetica intorno agli anni ottanta dell'Ottocento. Tali concetti fondamentali, in stretta relazione con gli assiomi di Peano per la definizione dei numeri naturali, sono "zero", "successivo" e "numero naturale".
Frege, terminata la stesura e la pubblicazione della sua Ideografia (1879), credette di essere giunto al risultato di definire tali concetti con un linguaggio formale, simbolico ("ideografico", appunto) così da aver reso le basi della matematica apodittiche, e non più intuitive: pensava cioè di aver completato la fondazione su basi logicamente solide dell'intero edificio concettuale della matematica.
Il linguaggio ideografico di Frege utilizzava strumenti matematici sostanzialmente equivalenti a quelli della teoria ingenua degli insiemi di Cantor.

## Il paradosso di Russell

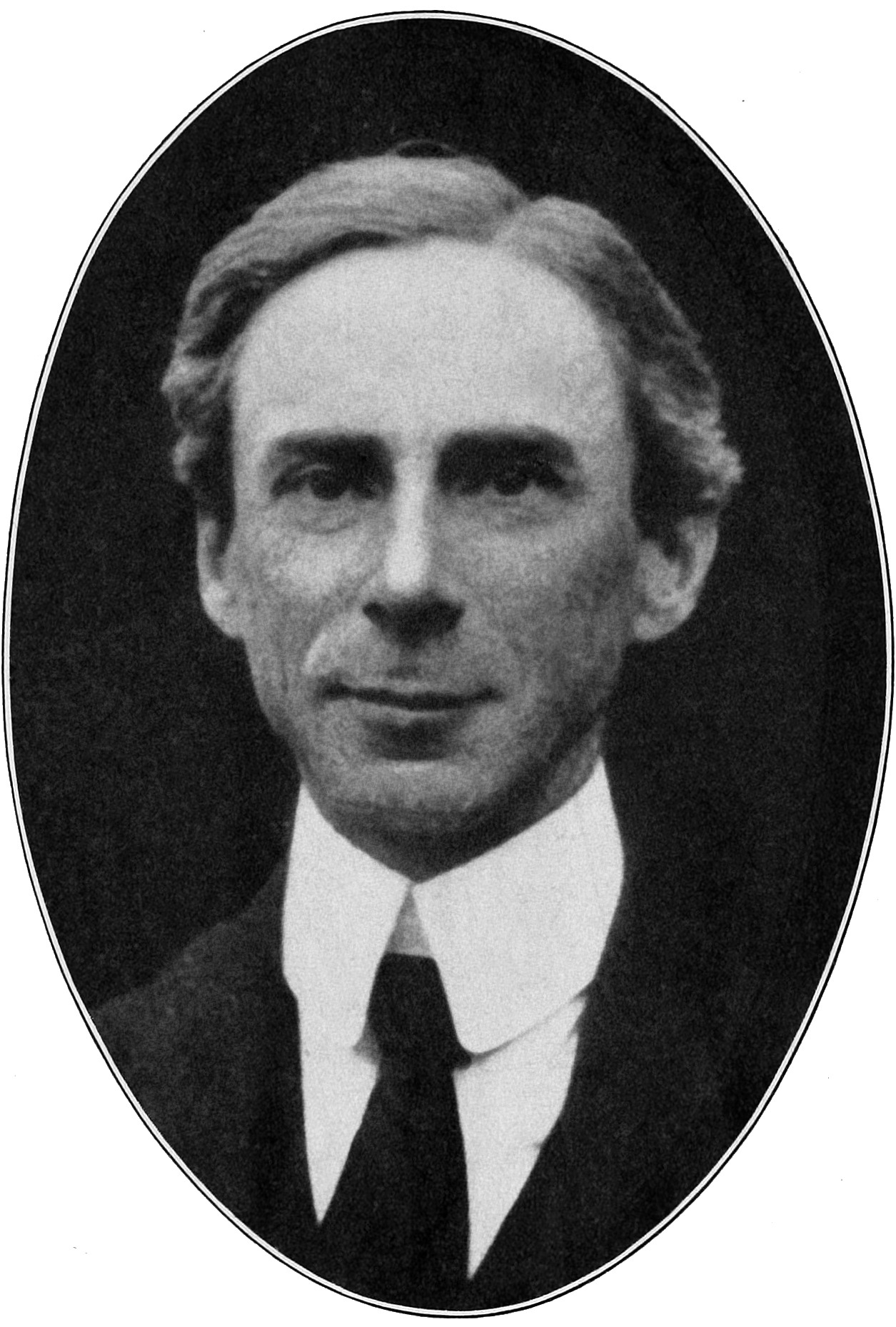
Bertrand Russell, circa 1916.

I limiti della fondazione della matematica proposta dal Logicismo di Frege furono messi in luce nel 1902 dalla scoperta del paradosso di Russell, il quale prende il nome dal filosofo e logico britannico Bertrand Russell che lo formulò per la prima volta.
Russell, lavorando sul teorema di Cantor, si rese conto che l'insieme di tutti gli insiemi che non appartengono a sé stessi appartiene a sé stesso se e solo se non appartiene a sé stesso. Con questo, dimostrava la contraddittorietà di uno degli assiomi che Frege aveva considerato apodittici, l'assioma cosiddetto di astrazione, in base al quale "ogni proprietà individua l'insieme degli oggetti che ne godono". La proprietà di non appartenere a sé stesso, infatti, dava origine a un insieme dalle caratteristiche contraddittorie.

## Soluzioni provvisorie del paradosso di Russell
La scoperta del paradosso di Russell rese evidente l'inadeguatezza del tentativo di fondazione della matematica compiuto da Frege. Perciò, tra l'inizio del Novecento e gli anni venti vennero sviluppate diverse teorie (sempre miranti a produrre una valida giustificazione delle basi e delle metodologie della matematica) tali da non cadere in contraddizioni simili a quelle del primo Logicismo.
Le tre principali teorie sviluppate in questo contesto furono la teoria dei tipi, le teorie intuizioniste e le teorie formaliste.

### Teoria dei tipi
Il Logicismo in quanto programma teorico non cessò di esistere con la scoperta dell'antinomia, e fu anzi lo stesso Russell, in collaborazione con un altro matematico britannico, Alfred North Whitehead, a cercare di perfezionarlo in modo da aggirare il suo stesso paradosso.
Poiché Russell individuava la radice dell'antinomia nell'autoreferenzialità, la complessa teoria da lui elaborata (nota come teoria dei tipi) era concentrata sul problema di rendere impossibile fare affermazioni autoreferenziali: tale problema fu risolto distinguendo diversi livelli ("tipi", appunto) di oggetti, definiti in modo tale che relazioni come quella di appartenenza possano essere stabilite solo tra oggetti di "tipo diverso". Se il "tipo 0" è composto da elementi semplici, il "tipo 1" da insiemi di elementi, il "tipo 2" da insiemi di insiemi, eccetera, allora ogni oggetto (elemento o insieme) di tipo n può appartenere solo a un oggetto (a questo punto per forza insieme) di tipo n+1 o superiore.
La teoria dei tipi, che costituì in sostanza un prolungamento del Logicismo coerente con la tradizione di Frege, aveva comunque dei limiti. Oltre alla sua complessità essa aveva il difetto di basarsi su alcuni assiomi "non logicamente evidenti" (in particolare l'assioma dell'infinito, l'assioma della scelta e l'assioma di riducibilità). Essa, pur consentendo di fondare tutta la matematica sulla teoria degli insiemi, non era dunque così immediata (così apodittica) come l'avrebbe voluta Frege.

### Intuizionismo
Al Logicismo si oppose la corrente degli intuizionisti, le cui posizioni (anticipate da Henri Poincaré) furono sostenute con particolare convinzione dal matematico olandese Luitzen Brouwer.
Gli intuizionisti sostenevano l'impossibilità di fondare su basi logiche la matematica poiché nella loro interpretazione la matematica (che è un'attività costruttiva) precede la logica (che è un'attività descrittiva). Per Brouwer, in particolare, la logica costituisce semplicemente una descrizione delle costruzioni della matematica, la quale per questo motivo non è realmente messa in crisi da alcun paradosso logico: essa, lungi dal fondarsi sulla logica, nasce dall'intuizione dello scorrere del tempo, su cui si costruisce la successione dei numeri naturali e, a partire da essi, tutto quanto il resto.
Anche l'Intuizionismo, comunque, aveva dei difetti. Oltre alla sostanziale rinuncia a ogni tipo di fondazione, infatti, gli intuizionisti erano costretti a rifiutare il principio del terzo escluso, considerato la descrizione di un fatto (una costruzione o la dimostrazione della sua impossibilità) non suscettibile di essere verificato in ogni caso.

### Formalismo
(David Hilbert)

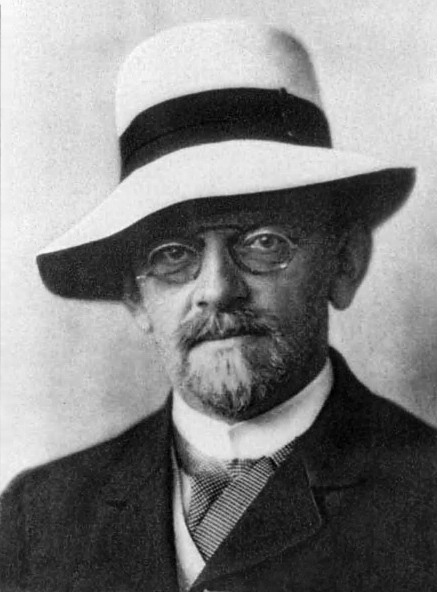
David Hilbert nel 1912.

Il matematico tedesco David Hilbert affrontò il problema della fondazione della matematica in modo diverso sia dai logicisti che dagli intuizionisti. Basandosi sull'idea che la matematica e la logica debbano procedere di pari passo, l'una parallelamente all'altra, Hilbert propose una visione formalista, secondo cui ogni teoria matematica (a partire dall'aritmetica) è valida nel momento in cui se ne è dimostrata la non-contraddittorietà.
Hilbert riteneva che le dimostrazioni, nel campo di teorie assiomatico-deduttive come la geometria o l'aritmetica, sono governate da regole logiche rigorose e che per tanto non si può in nessun caso basarsi sull'intuizione. Al contrario, per giustificare le basi della matematica i formalisti tentarono di dimostrare logicamente la coerenza e la completezza dell'aritmetica. Per fare questo, Hilbert sviluppò una teoria metamatematica, cioè una teoria basata su un linguaggio di tipo matematico che faceva affermazioni sulla matematica stessa; per essere certo della validità di questa metamatematica (cioè per evitare di aver bisogno di una meta-metamatematica per dimostrare la validità della metamatematica, e così via) fece in modo che essa fosse composta di un numero finito di simboli, e fosse perciò in grado di autoconvalidarsi.
In una conferenza del 1922, Hilbert affermò:

## I teoremi di Gödel

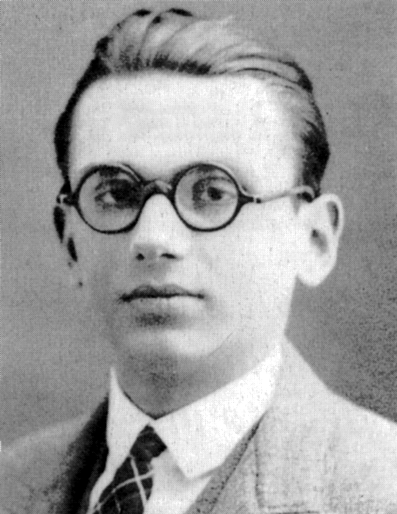
Kurt Gödel intorno al 1925.

La soluzione definitiva al paradosso di Russell, che costituì anche la risposta a tutti coloro che nei modi più vari avevano tentato di produrre una fondazione certa della matematica, giunse nel 1931, quando il logico austriaco Kurt Gödel dimostrò i suoi due teoremi di incompletezza.
Il lavoro di Gödel prendeva le mosse dal Formalismo hilbertiano: il primo importante risultato del giovane austriaco, infatti, fu nel 1930 la dimostrazione del teorema di completezza, in base al quale nella logica del primo ordine una proposizione è vera se e solo se è dimostrabile. Questo risultato dimostrava che, dato un sistema di assiomi e un insieme di regole di deduzione valide per quel sistema, una proposizione vera è sempre dimostrabile in quel sistema (il quale, per questo motivo, è detto completo).
Se il teorema di completezza sembrava suggerire che fosse possibile dimostrare la consistenza dei diversi sistemi assiomatici, e quindi arrivare a fondare formalmente la matematica, già nel 1931 Gödel ridimensionò tutte le aspirazioni degli studiosi che tendevano a questo tipo di fondazione dimostrando i suoi famosi teoremi di incompletezza.
La prova di Gödel si articolava in due parti: da un lato, egli dimostrò che se il sistema di assiomi dell'aritmetica è consistente, allora non è completo, cioè che un sistema coerente, in cui non sussistono contraddizioni, contiene delle affermazioni indecidibili (né dimostrabili né confutabili); dall'altro, dimostrò che non è possibile dimostrare la consistenza dell'aritmetica per mezzo del sistema di assiomi dell'aritmetica stessa.
Di conseguenza, ogni dimostrazione concernente la validità di un sistema formale deve essere fatta ricorrendo a un diverso sistema formale più "potente" e complesso di quello di partenza, cioè a un metalinguaggio di "grado" superiore. Dovendo fondare una teoria, dunque, è sempre necessaria una metateoria che a sua volta non può essere convalidata se non da una meta-metateoria, e così via. Pertanto non esiste una "teoria ultima" capace di fondare compiutamente l'aritmetica, né a maggior ragione la matematica nella sua interezza.